# Sultanát Ajuuraan
Říše Ajuuraan (somálsky Dawladdii Ajuuraan, arabsky دولة الأجورانية, v některých dokumentech také Ajuraan), resp. Sultanát Ajuuraan, byl stát na území dnešního Somálska, části Etiopie a části Keni. Jeho počátek se datuje od 14. století, vrcholný rozvoj v 16. století a jeho pozvolný rozpad na 17. století. Sultanát Ajuuraan byl muslimský stát, který přežil a rozvíjel se díky své organizovanosti a vojenské moci.

## Historie

### Vznik
Vznik Ajuuraanského sultanátu se datuje do 13. století, je spojen s mocnou rodovou linií dynastie Gareen. Tento rod pochází z království Ogaden, kde byl rod Gareen zmocněn spravovat území na jihu dnešního Somálska. Dynastie Gareen odtrhla území jenž ovládala a sjednala úmluvu s kočovníky, kteří pocházeli z území dnešního severovýchodního Somálska. Za dynastii jednal vysoký představitel dynastie Gareen Baraka (o kterém se neví, zda nebyl původem z Británie). Baraka vyjednal (nebo násilně obsadil) ve 13. století tolik pozemků pro dynastii Gaaren, že se rozhodl založit nový sultanát Ajuuraan.

### Ajuuraansko-portugalské války
Díky zámořským obchodům se stalo Portugalsko jednou z nejmocnějších zemí v Evropě. Díky bohatství východní Afriky se Portugalsko rozhodlo obsadit toto území, na kterém se vyskytoval i sultanát Ajuuraan. Portugalská vojska vyplenila řadu bohatých měst (Mombasa, Malindi, Pate a další významná centra obchodu) v sousedství Ajuuraanu. Po dobytí těchto měst portugalská armáda soustředila svou pozornost na města v Ajuuraanu. První město, které Portugalci v Ajuuraanu dobyli, bylo město Barawa. Portugalci město obsadili, avšak obyvatelé nespokojeni s nadvládou Portugalců vyvolali v následujících čtyřech letech tolik vzpour a vražd vojáků, že se velitel portugalských vojsk Tristao da Cunha rozhodl město opustit a obsadit jiná města. Dalším cílem bylo město Mogadishu, nejbohatší město na východoafrickém pobřeží. Po dlouhém obléhání nakonec Tristao da Cunha rozhodl stáhnout své síly do již obsazených měst. Ajuuraanský stát se z obav návratu portugalské armády spojil s osmanskými korzáry a společně chtěli vyhnat portugalské vojsko z Afriky. Důležitá bitva se odehrála v roce 1580, kdy spojené námořnictvo Osmanů a Ajuuraanů porazilo portugalské loďstvo pod vedením Joãa de Sepúlvedy. Tato porážka donutila Portugalce se stáhnout, avšak João de Sepúlveda poslal pro portugalskou královskou flotilu v Indii, která zlomila odpor a pomohla zabrat přes pětinu Ajuuraanského sultanátu. Vůdce osmanských a ajuuraanských dobytých území popravili. Na město Mogadishu nakonec Portugalci díky ukončení invaze nezaútočili.

### Invaze Oromů a následný úpadek sultanátu
Přestože Ajuuraan přišel o území ve válce s Portugalskem, byl na vrcholu své moci v 16. století. Díky tomu začal pořádat vojenské výpravy na oromské osady, které se nacházely jižně od Ajuuraanu. Vlivem těchto tyranských nájezdů na osady Oromů se začala pokladnice vyprazdňovat a nepřítomnost armády dala vzniknout povstaleckým hnutím. Důsledky byly pro rod Gareen zničující. Vzbouřenci, složeni především z kočovníků a odpůrců daňového systému, dokázali zabrat přístavní města, založili dynastii Gobroon a postupně získali velký vliv na obyvatelstvo díky změně vybírání daní. To vedlo k zániku rodu Gareen a s ním k zániku Ajuuraanského sultanátu.

## Hospodářství
Sultanát Ajuuraan byl ekonomicky velmi silný díky svému obchodu a daňovému systému. Ajuuraan nebyl obchodní velmocí, ale měl velmi výhodné geografické umístění přístavů, přes které vedlo mnoho velkoobjemových obchodních stezek. Hlavní přístavy byly Merca, Mogadishu, Barawa a Hoby. Tyto přístavy byly odbytištěm výrobků z vnitrozemí, kde je mohli směnit za výrobky z obchodních lodí, pocházejících ze světových obchodnických velmocí, jako byly Arábie, Portugalsko, Benátky, Indie a dokonce i Čína. Hlavní suroviny, které sultanát Ajuuraan dopravoval do svých přístavů a které byly následně rozvezeny po světě byly zlato, vosk a slonovinové kosti. Vedlejší produkty byly tkalcovské látky, dřevo a zvířata (žirafy, sloni, zebry a lvi). Bohatství přístavů bylo lákadlem i pro objevné plavby. Významný portugalský mořeplavec Vasco da Gama popsal přístav Mogadišu jako jeden z nejbohatších a nejlépe vybavených obchodních přístavů. 
Systém zdanění v sultanátu Ajuuraan byl velmi precizní. Dynastie Gareenů si uvědomila, že pokud chce vybírat daně od všech svých poddaných, musí najít jiné řešení, než vybírat daně dům od domu (často se takto přicházelo o velké finanční prostředky). Tenhle problém Gareenové vyřešili zbudováním komplexní sítě vápencových studen. Každý obyvatel potřeboval zásoby vody, takže Gareenové obsadili a zrekonstruovali (nebo postavili) síť, kde místní úředníci (wazir) mohli vybírat daně od každého obyvatele jejich státu i od kočovných obchodníků. Tento systém se ukázal jako velmi účinný, byť v mnoha ohledech krutý. Gareenská dynastie zavedla velmi přísná pravidla pro opozdilce v placení, či neplatiče. Těmto lidem odepřeli přístup ke studni, což vedlo mnohdy ke vzpourám a násilnostem. Zároveň však tyto studny plnily pokladnici, jelikož v místě studen se rozvinul vnitrostátní obchod, kde kočovní obchodníci směňovali své výrobky.

## Armáda
Stát Ajuuraan měl stálou armádu. Hlavní velitel armády byl nejvyšší představený gareenské dynastie (imám), druhým nejvýznamnějším postem byl velitel pro pozemské i lodní ozbrojené síly. V době míru byla armáda rozdělena do všech oblastí v Ajuraanu, kde podléhali rozkazům místních správců (Nai´bs). V době ohrožení se armáda seskupila na jedno území a velení převzal již zmíněný generál (emír) a nejvyšší velitel (imám). Ajuuraanský stát také kromě své vlastní armády využíval hojně v dobách války také perské, turecké a arabské žoldnéře. Cizích žoldnéřů však nesmělo být najato nikdy více, než třetina celkového počtu vojáků v armádě.
Ajuuraanský voják byl v počátcích vzniku sultanátu vybaven dýkou, oštěpem, či lukem. Díky velmi rozvinutému obchodu se později armáda lépe vybavila, např. děly z Portugalska společně s mušketami a střelným prachem z Číny.